# 1952 na música

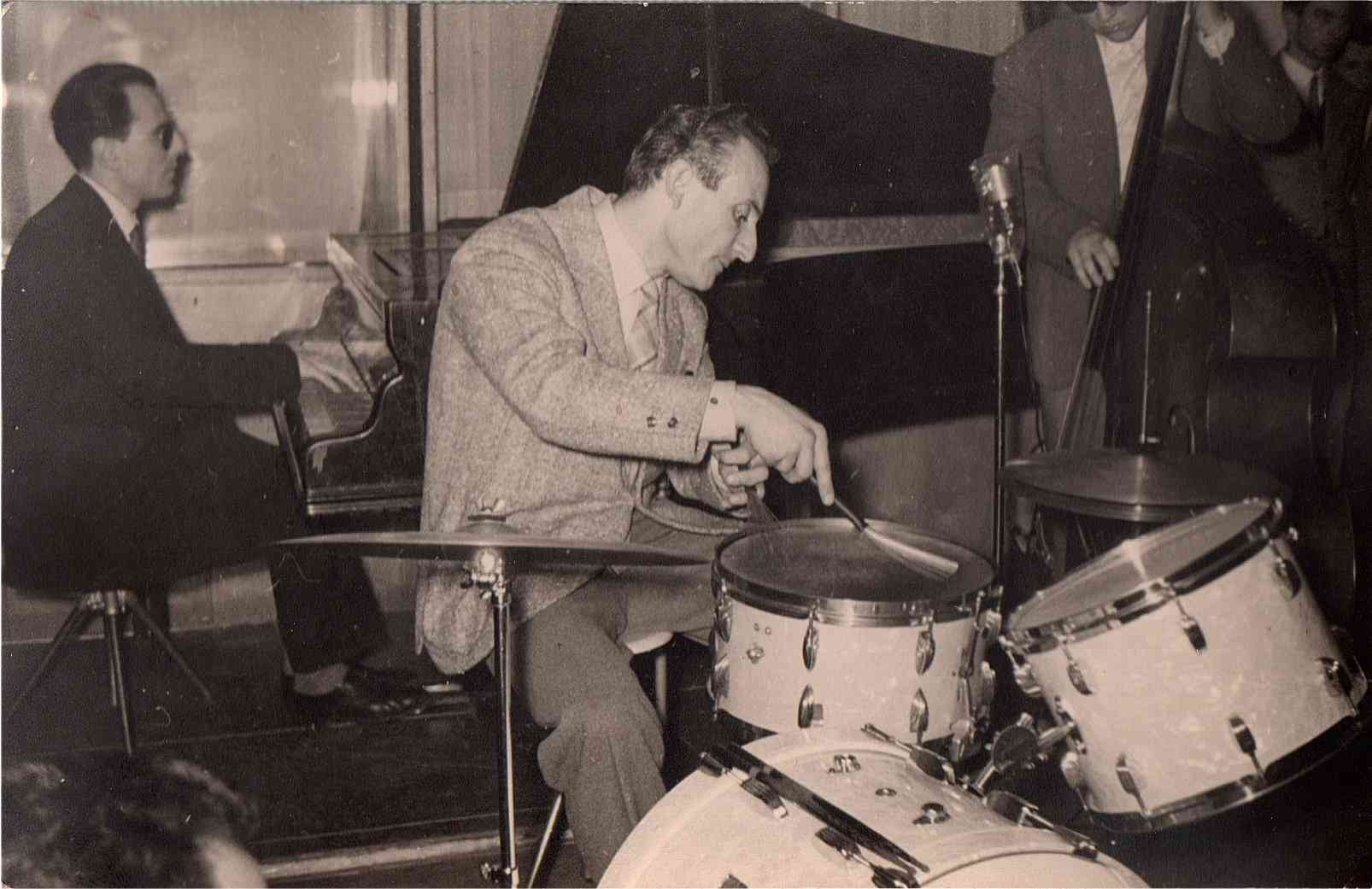
Monza Gigi Allievi na bateria - Umberto Blondet no piano - durante uma "Jam session" no MOTTA em Monza para os "Friends of Jazz" por volta de 1952

## Eventos
- Cauby Peixoto vai para São Paulo com projetos de ser cantor.

## Música Popular
- Dircinha Batista: Nunca, de Lupicínio Rodrigues
- Dorival Caymmi: Nem eu
- Dalva de Oliveira: Folha morta, de Ary Barroso
- Marlene: Lata d'água
- Heleninha Costa: Barracão, de Luiz Antonio e Oldemar Magalhães
- Carmen Costa: Cachaça, com Colé
- Moreira da Silva: Na subida do morro, parceria com Ribeiro Cunha
- Nora Ney: Ninguém me ama, de A. Maria e F. Lobo
- Trio de Ouro: Perdoar, continuando a polêmica Dalva versus Herivelto

## Nascimentos
| Data           | Nome               | Profissão                                        | Nacionalidade  | Observações | Ref |
| -------------- | ------------------ | ------------------------------------------------ | -------------- | ----------- | --- |
| 17 de Janeiro  | Ryuichi Sakamoto   | músico e produtor musical                        | Japão          |             |     |
| 20 de Janeiro  | Paul Stanley       | guitarrista e cantor                             | Estados Unidos |             |     |
| 1 de fevereiro | Jenő Jandó         | pianista                                         | Hungria        |             |     |
| 7 de Fevereiro | Vasco Rossi        | cantor e compositor                              | Itália         |             |     |
| 7 de fevereiro | Pepeu Gomes        | músico                                           | Brasil         |             |     |
| 12 de Março    | Alberto Jorge      | músico                                           | Portugal       |             |     |
| 14 de Maio     | David Byrne        | cantor                                           | Escócia        |             |     |
| 18 de junho    | Lee SooMan         | cantor e empreendedor                            | Coreia do Sul  |             |     |
| 21 de junho    | Marcella Detroit   | cantora                                          | Estados Unidos |             |     |
| 3 de julho     | Laura Branigan     | cantora                                          | Estados Unidos | m. 2004     |     |
| 19 de Julho    | Ricardo Corte Real | ator, compositor, publicitário                   | Brasil         |             |     |
| 21 de Agosto   | Joe Strummer       | vocalista e guitarrista                          | Turquia        | m. 2002     |     |
| 6 de Setembro  | Paulinho           | vocalista                                        | Brasil         |             |     |
| 12 de Setembro | Neil Peart         | baterista                                        | Canadá         |             |     |
| 06 de março    | Ritchie            | músico                                           | Inglaterra     |             |     |
| 18 de Setembro | Dee Dee Ramone     | baixista                                         | Estados Unidos | m. 2002     |     |
| 19 de Setembro | Tad Jones          | historiador de música e pesquisador              | Estados Unidos | m. 2007     |     |
| 1 de outubro   | Jayrinho           | Cantor                                           | Brasil         | m. 1981     |     |
| 11 de Outubro  | Elymar Santos      | cantor                                           | Brasil         |             |     |
| 13 de outubro  | Kiko               | guitarrista                                      | Brasil         |             |     |
| 27 de Novembro | Daryl Stuermer     | músico                                           | Estados Unidos |             |     |
| ??             | Amélia Muge        | cantora, instrumentista, compositora e escritora | Portugal       |             |     |
| ??             | Ana Bela Chaves    | instrumentista                                   | Portugal       |             |     |

## Mortes
| Data            | Nome            | Profissão  | Nacionalidade | Observações | Ref |
| --------------- | --------------- | ---------- | ------------- | ----------- | --- |
| 13 de Fevereiro | Alfred Einstein | musicólogo | Alemanha      | n. 1880     |     |
| 27 de Setembro  | Francisco Alves | cantor     | Brasil        | n. 1898     |     |